# Gabrielle von Neumann-Spallart
Gabrielle von Neumann-Spallart (* 9. Januar 1851 in Wien; † 18. Juni 1930 in Radebeul) war eine österreichische Komponistin, die durch Heirat der Familie Neumann-Spallart angehörte.

## Leben

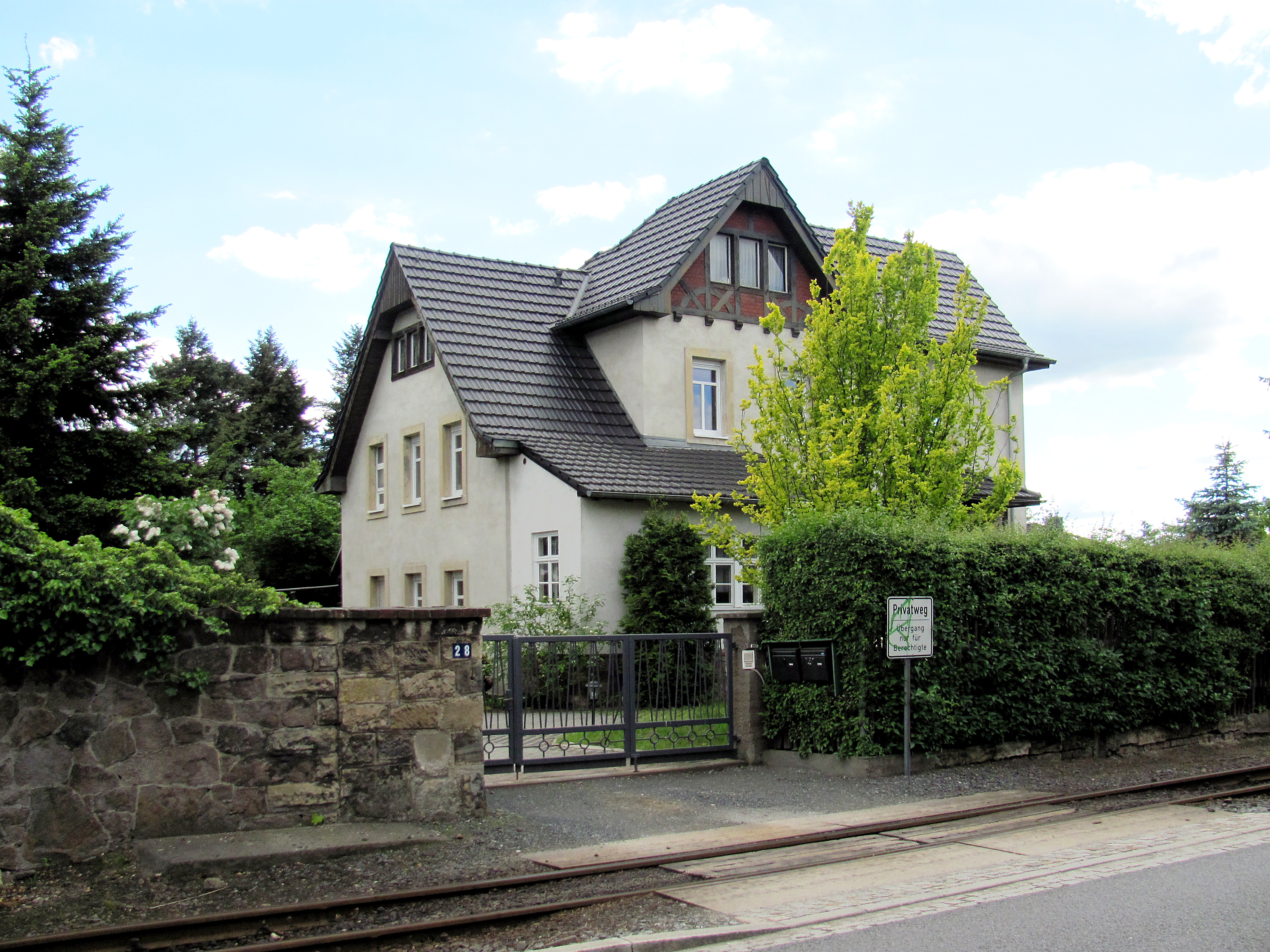
Villa Leila (Pestalozzistraße 28) in Serkowitz, Neumann-Spallarts Wohnsitz ab spätestens 1906; direkt an den Gleisen der Lößnitzgrundbahn gelegen.

Sie war die Tochter des Hof- und Gerichts-Advokaten Joseph Benedict, welcher am 8. August 1873 von Franz Joseph I. unter dem Namen "Benedict von Mautenau" in den erblichen Adelsstand erhoben wurde, und dessen Ehefrau Maria, geb. Lemminger.
Gabrielle (auch: Gabriele) wuchs zunächst in Wien auf. Am 31. Juli 1871 heiratete sie den österreichischen Volkswirt und Statistiker Franz Xaver von Neumann-Spallart. Aus dieser Ehe ging der Sohn Anatol (1872–1914) hervor. Nach dem Tode Franz Xavers im Jahr 1888 siedelte Gabrielle von Neumann-Spallart nach Dresden und später nach Serkowitz in die Villa Leila über, wo sie sich verstärkt ihrem kompositorischen Schaffen widmete. Ihr Enkel Max Georg von Spallart war ebenfalls Komponist sowie Kapellmeister am Stadttheater Zwickau.
Ein großes Konvolut mit Kompositionen, Briefen, Fotos, Manuskripten und Urkunden ab 1830 aus dem Nachlass der Gabrielle von Neumann-Spallart wurde im Januar 2006 im Internet versteigert. Dieses enthielt in erster Linie Manuskripte zu ihren Theaterstücken und Kompositionen, welche sie überwiegend im Eigenverlag herausgab, ferner ihre gesammelten Notenalben sowie die Korrespondenz mit ihrer Tochter Susanne, welche erst nach dem Tode des Vaters geboren wurde. Gabrielle von Neumann-Spallart wohnte damals mit ihrer Familie in Radebeul bei Dresden. Aus dieser Zeit sind u. a. Belege für die Verarmung der Familie vorhanden. Darin geht es z. B. um die Verschuldung der bewohnten Villa oder um den Verkauf von Tafelsilber und Bildern an das Tiroler Landesmuseum in Innsbruck. Aus dieser Zeit stammt auch die Umschreibung alter Wertpapiere, wie Staats-Renten-Obligationen (Wien 1893) bzw. Staatsschuldverschreibungen (Wien 1868). Das versteigerte Konvolut enthielt außerdem den Trauschein Gabrielles mit Franz Xaver von Neumann-Spallart sowie eine beglaubigte Abschrift von 1888 der Adelsstandsurkunde für ihren Vater, Joseph Benedict von Mautenau.

## Werke

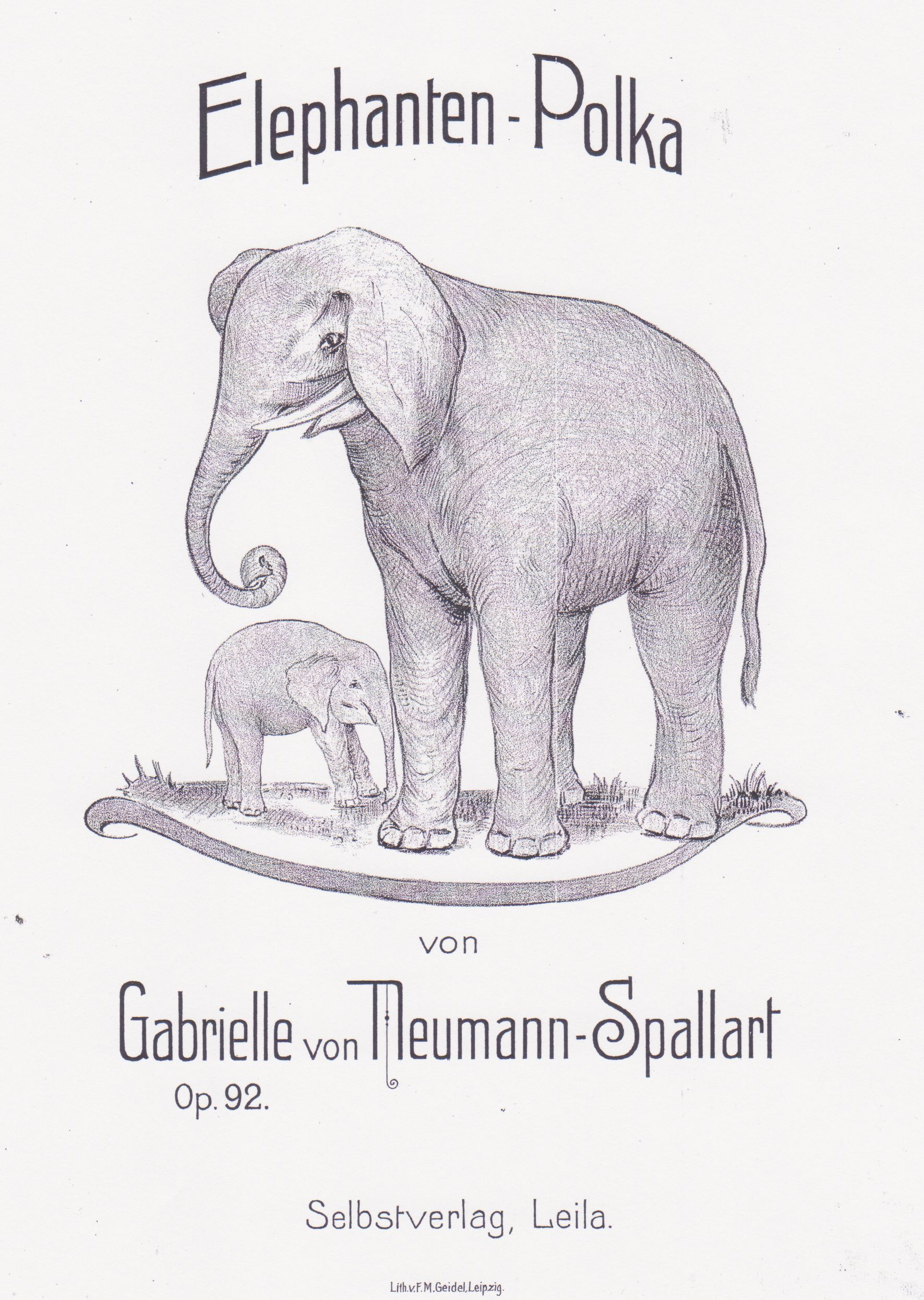
Elephanten-Polka für Singstimme und Klavier op. 92, Selbstverlag (gedruckt 1906), Titelblatt

### Im Druck erschienene Werke (Eigenverlag)
- Canzonetto für Singstimme und Klavier op. 97 (Enrico Caruso gewidmet)
- Deutsche Tänze. 6 Walzer für Pianoforte zu 2 Händen
  - No. 1 Visionen op. 20
  - No. 2 Eintracht op. 21
  - No. 3 Mein Wien op. 38
  - No. 4 Leopolditag op. 41
  - No. 5 Jugendliebe op. 50
  - No. 6 Cis und Trans op. 61
- Drei Tänze für Pianoforte zu 2 Händen
  - No. 1 Nervöse-Polka op. 29
  - No. 2 Kegel-Polka op. 49
  - No. 3 Bersaglieri-Polka op. 53
- Elephanten-Polka für Singstimme und Klavier op. 92
- Kinderlieder für Singstimme und Pianoforte
  - Dreikönigslied op. 3
  - Gebet op. 5
  - Abendlied op. 6
  - Osterhäschen op. 9
  - Starenlied op. 18
  - Guter Appetit op. 11
- Mein Engerl. Serieuse Polka für Pianoforte op. 70
- Vier Lieder für Singstimme und Pianoforte
  - Totentanz op. 7
  - Leila op. 16
  - Im Tal die Blumen blüh’n op. 12 [sic!]
  - Bulgarisches Lied op. 8
- Volkslieder für Chor a cappella
  - Wanderlied (Joseph von Eichendorff) op. 4
  - Der Lebensgarten op. 10
  - Bergmannslied op. 12 [sic!]
  - Tischgebet op. 13
  - Sonntag op. 14
  - Marienlied op. 15
  - Vergängliche Herrlichkeit op. 17
  - Rosenzeit op. 19

### Ungedruckte Werke
- Die Steinfigur. Dramatisches Ballett in einem Akt
- Osterfest. Volksoper in 2 Akten nach einer altungarischen Anekdote von Willy Beck
- ca. 80 Chorlieder
- ca. 90 Klavierlieder
- ca. 60 Klavierstücke